# Кшиштоф Зиґмунт Пац
Кшиштоф Зиґмунт Пац, також Христофор Сигізмунд (1621 — 10 січня 1684) — державний і військовий діяч Великого князівства Литовського та Речі Посполитої; хорунжий великий литовський (1646—1656), підканцлер литовський (1656—1658), великий канцлер литовський (1658—1684).

## Життєпис
Кшиштоф Зиґмунт народився 1621 року, походив із магнатського роду Паців гербу Гоздава. Був другим сином Стефана Паца, на той час писаря великого литовського, й Анни Марцибели Рудоміна-Дусяцької. Мав двох братів — Станіслава та Міколая Стефана, та трьох сестер — Зофію, Анну та Катажину.
1632 року разом із старшим братом Станіславом почали навчатися у Краківському університеті, 1638 року продовжили навчання у Падуанському університеті, а 1639 року в Перуджі. Близько трьох років перебували брати також на навчанні у Ґраці, вдосконалюючи німецьку мову. Служив Кшиштоф у французькій, іспанській і голландській арміях, відвідав Францію, Іспанію, Англію. 1642 року записався до Льєзького університету на право та математику. 1643 року, після смерті матері та брата Станіслава повернувся до Литви.
1646 року Кшиштоф став конюшим литовським, проте восени був змушений поступитися цією посадою Богуславові Радзивіллу. Цього ж року став хорунжим великим литовським. Неодноразово обирався послом на сейми Речі Посполитої — 1647, 1648, 1649, 1649/1650, 1650, 1652, 1653, 1654, 1655 років. На сеймі 1648 року призначений до військової ради.
Кшиштоф Пац користувався великою довірою короля Яна II Казимира й більшість свого часу проводив у його компанії. Дотримувався профранцузької орієнтації, був прихильником ідей королеви Марії Луїзи Ґонзаґа.
1650 року проводив переговори зі шведським послом у Лейдені. У 1650, 1653 і 1655 роках був депутатом Головного трибуналу Великого князівства Литовського, 1650 року був обраний його маршалком. 1651 року брав участь у військових діях проти козаків, власним коштом спорядив і утримував гусарську хоругву. На сеймі 1652 року був обраний як делегат для переговорів із козаками. Був маршалком сейму надзвичайного у Бересті-Литовському, що тривав протягом 24 березня — 7 квітня 1653 року.
1655 року, перебуваючи біля короля, Пац здійснював дискредитацію як зрадників братів Януша та Богуслава Радзивіллів. 1656 року отримав від короля Яна Казимира за дипломатичні заслуги (а також через шлюб із фрейліною королеви) меншу печатку підканцлера литовського. Підписав Віленське перемир'я 24 жовтня 1656 року з Московським царством.
2 березня 1658 року Кшиштоф Зиґмунт отримав посаду канцлера великого литовського. Під час перебування у московському полоні підскарбія литовського Вінцента Корвін-Ґосевського, був адміністратором скарбниці Великого князівства Литовського протягом кінця 1658 — початку 1659 років. 6 вересня 1658 року засвідчив Гадяцький договір наступною присягою:
|                                                      | Ми, ... Кшиштоф Пац, канцлер великий; Александр Нарушевич, підканцлер Великого князівства Литовського, присягаємо Господу Богу, у святій Тройці єдиному, що Комісію, яка відправлялася під Гадячим дня 6 вересня, 1658 року іменем його королівської величності та всієї Річі Посполитої із військом Запорозьким і цілим народом Великого князівства Руського, в усьому дотримувати будемо і її задовольняти повинні, жодних листів, привілеїв, заборон, грамот ніяким чином тієї Комісії чи будь-якого пункту її супротивних із канцелярії видавати не будемо; більше того, супротивні ради повинні будемо відкидати, жодним розрішенням ні від кого в цій присязі нашій не вимагаючи і не приймаючи. В цьому нам, Господи Боже, допоможи і це святе Євангеліє Господа Ісуса Христа!. |
| — Комісія Гадяцька. Річ Посполита Трьох Народів 1658 | |

.
Як представник Литви, проводив переговори зі Швецією, які закінчилися підписанням Олівського миру 1660 року. Він підтримував плани королеви Марії Луїзи Ґонзаґи щодо проведення виборів лат. vivente rege («при живому королі»). Виконавши низку політичних і дипломатичних функцій, він став одним із стовпів французької партії. 1661 року отримав із французької скарбниці 30 000 ліврів. 1662 року отримав із каси французького посла у Речі Посполитій Антуана де Люмбре оплату 15 000 франків за підтримку плану елекції vivente rege французького кандидата королеви.
Протягом 1661–1663 років брав участь у військових кампаніях проти Московського царства та в Україні. Проводив також переговори з Московським царством, які призвели до підписання Андрусівського перемир'я 1667 року. Після смерті королеви Марії Луїзи поступово змінив політичну орієнтацію на прогабсбурзьку. Під час абдикаційного сейму 16 вересня 1668 року підписав акт підтверджуючий абдикацію Яна Казимира. Після цього підтримував кандидатуру московського царевича Федора на польський престол. Був членом генеральної конфедерації 5 листопада 1668 року на сеймі конвокаційному.
Кшиштоф Пац 15 травня 1669 року він уклав угоду з примасом Міколаєм Пражмовським, великим коронним гетьманом Яном Собеським і великим підскарбієм коронним Яном Анджеєм Морштином про підтримку кандидатури принца Конде на польську корону. Проте пізніше був одним із лідерів партії, яка виступала за коронацію Міхала Корибута Вишневецького 1669 року, підписав його pacta conventa. Він був одним із лідерів придворної партії за правління Міхала Корибута Вишневецького, поруч із коронним підканцлером Анджеєм Ольшовським, його головним радником. Проте, Пац постійно ворогував із підканцлером і примасом Пражмовським за керівну роль у королівському оточенні.
1673 року Кшиштоф Пац, зокрема як староста гродненський, добився прийняття закону, за яким кожен третій сейм повинен відбуватися у Гродні. У зв'язку з цим рішенням під наглядом канцлера протягом 1673—1678 років Гродненський замок було перебудовано, а біля стіни з боку річки Німан було збудовано будинок, де розташовувалися Посольська та Сенаторська Ізби. Про цю реконструкцію нагадує спеціальна табличка, вмурована над брамою замку.
Був членом генеральної конфедерації створеної 15 січня 1674 року на конвокаційному сеймі. Під час елекції 1674 року підтримував кандидатуру московського царя Олексія Михайловича. Був електором Яна III Собеського від повіту ковенського 1674 року. Після його обрання разом із Міхалом Казимиром Пацом очолив опозицію до нього та був підкуплений Австрією і Бранденбургом. 1672 року бранденбурзьке посольство вручило йому як хабар 500 дукатів. 1676 року був присутнім на коронаційному сеймі. 

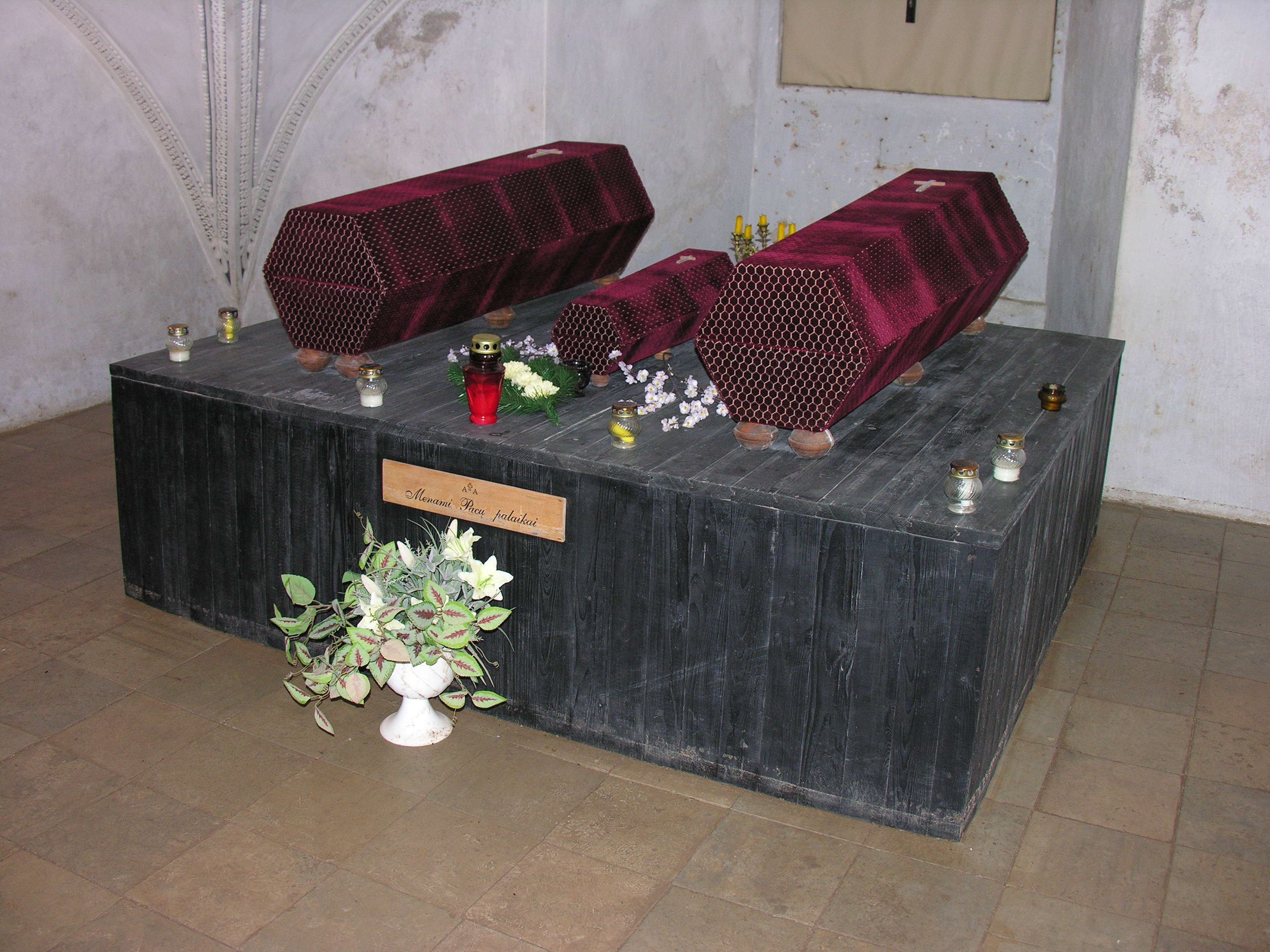
Поховання Кшиштофа Паца, його дружини та сина у Пажайсляйському монастирі

Кшиштоф Пац протяго свого життя зосередив у своїх руках значні маєтності. Був старостою вільковиським (1633), вовпінським, анікштанським, козеницьким, кліщелійським (1659—1670), вількійським (1661), гродненським, ковенським (1666—1676), пінським, шедувським, триським, віштинецьким (1658), мейшаґольским, ширвінтським і остринським (1652), адміністратором Упітської, Шедувської (від 1658 року), Гродненської (1670—1673) та Олитської (1664—1684) економій, державцею старих мит Великого князівства Литовського (1668—1680), державцею соляної повинності литовської (1671—1673), лісничим неманойцьким (1653).
1683 року поїхав на лікування до Карлових Вар. Помер Кшиштоф Пац 10 січня 1684 року у своєму маєтку Бельведері у Варшаві. Похований разом із дружиною біля могили їхнього сина 1685 року у костелі Пажайсляйського монастиря. Їхнє поховання було неодноразово руйноване та профановане, проте 2003 року була здійснена церемонія перепоховання, яку провів каунаський єпископ Сіґітас Тамкевічюс.

## Сім'я
1654 року одружився з Кларою Ізабеллою де Майлі, придворній дамі королеви Марії Луїзи, відомої своїм авторитарним характером. Мав із нею єдиного сина, який помер у восьмирічному віці.
Не маючи нащадків, канцлер Пац опікувався своїм родичем Міколаєм Анджеєм, якому 1673 року передав староство ковенське та маєток Єзно. 1678 року змінив заповіт на користь іншого свого родича, Казімєжа Міхала Паца.

## Фундації

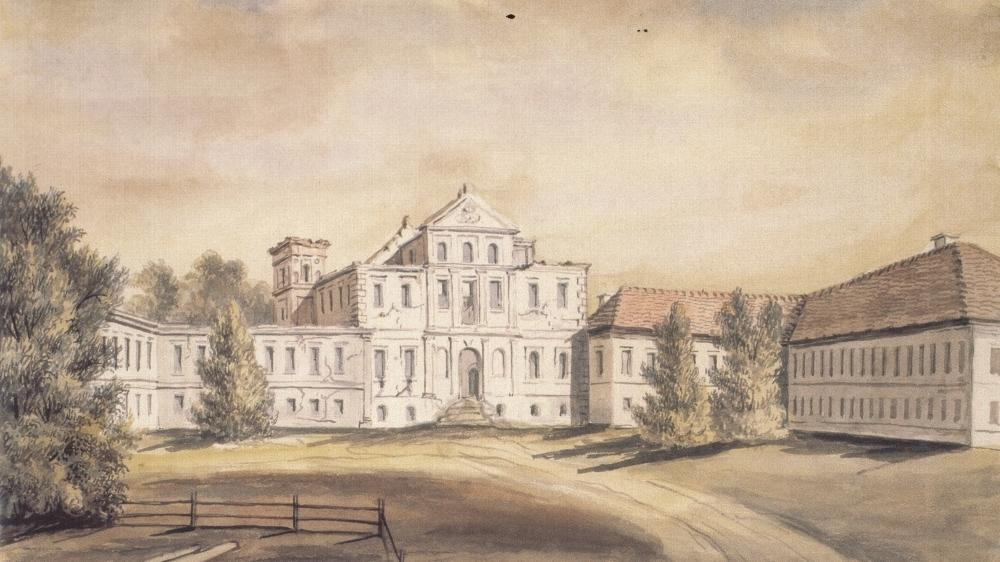
Палац роду Паців у Єзно. Малюнок Наполеона Орди, 1875 рік

Резиденції Кшиштофа Паца славилися своєю пишнотою, особливо палац, збудований у 1659–1660 роках для його дружини по дорозі з Варшави до Уяздува, який він назвав Бельведер (від італ. bel vedere — «гарний краєвид»). Палац у Єзно, успадкований від батька, спонукав короля Яна Казимира до заяви, яка згодом стала загальновідомою приказкою пол. Wart Pac pałaca… («Вартий Пац палацу»). Кшиштоф Зиґмунт був фундатором костелів у рідних містах Єзно та Острині, обдарував також домініканців у Віржболові.

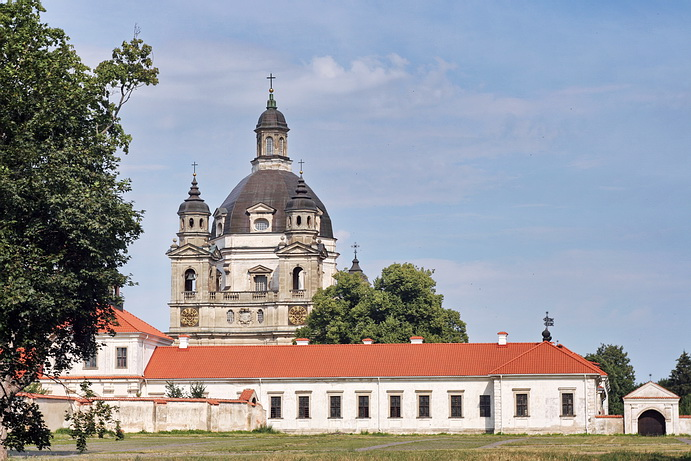
Пажайсляйський монастир

Його основною фундацією були камальдульський костел та Пажайсляйський монастир, алюзивно названій «Mons Pacis» («Гора миру, спокою»), поблизу Пажайсле біля Каунаса. Фундацію вперше схвалив сейм 1662 року. Для обдарування монастиря Пац придбав сам Пажайсле та інші довколишні маєтки, а за свою пожертву отримав схвалення сейму 1667 року. Будинки зведені трьома італійськими архітекторами: Л. Фредро, К. Путіні та П. Путіні, оздоблені фресками в 1674—1684 роках флорентійським художником М. А. Паллоні. Кшиштоф Зиґмунт також намагався використати свій вплив на кардинала-протектора Польщі Вірджініо Орсіні для отримання Пажайсляйським монастирем мощей святого Ромуальда та просив папського дозволу перевести орден капуцинів до Польщі.